# ジョニー・グリフィン
ジョニー・グリフィン（Johnny Griffin、1928年4月24日 - 2008年7月25日）は、アメリカ、イリノイ州シカゴ生まれのモダンジャズのサックス奏者。

## 略歴
1945年頃からライオネル・ハンプトンの楽団などで活動し、以降セロニアス・モンク、アート・ブレイキーや他にも多くのミュージシャンらと共演した。
またリーダー作も数多くあり、ブルーノートの『ブローイング・セッション』が有名である。1963年以降は海外に移住して活動を続けていた。
高校で音楽を学び、最初クラリネットを演奏していたが、オーボエに転換し、その後、アルトサックスを演奏するようになる。高校を卒業して、ライオネル・ハンプトン楽団に入団し、アルトサックスを演奏していたが、ライオネル・ハンプトンの勧めにより、テナーサックスを吹くようになった。2年間従軍した後、シカゴに戻る。その頃、グリフィンはシカゴでナンバー1のテナー奏者との声が高かった。
1957年、アート・ブレイキーのジャズメッセンジャーズに入団し、セロニアス・モンクとも共演。リーダーとしての最初のアルバムは1956年、ブルーノートでの『イントロデューシング・ジョニー・グリフィン』で、ウィントン・ケリーやマックス・ローチと共演している。1957年には同じテナープレイヤーのジョン・コルトレーン、ハンク・モブレイと共演した『ア・ブローイング・セッション』をブルーノートからリリース。この時期にグリフィンは西海岸で一番早いテナー奏者として知られていた。
ブルーノートに3枚のアルバムを残したものの、レーベルのハウスエンジニアであったルディ・ヴァン・ゲルダーとの折り合いが悪く、リバーサイド・レコードへ移籍することとなる。
その後、活動の場をヨーロッパへと移し、1963年にはフランスへ、1978年にはオランダへと移住した。1960年代から1970年代にかけては、アメリカのジャズ・ミュージシャンがヨーロッパに遠征する際に、こぞって「サックス・プレイヤーにはグリフィンを」と指名した。
2008年、フランスにて心臓発作により死去。80歳であった。

## ディスコグラフィ

### リーダー・アルバム
- 『イントロデューシング・ジョニー・グリフィン』 - Introducing Johnny Griffin (1956年、Blue Note)
- 『ア・ブローイング・セッション』 - A Blowing Session (1957年、Blue Note)
- 『ザ・コングリゲーション』 - The Congregation (1957年、Blue Note)
- 『JG』 - Johnny Griffin (1958年、Argo) ※1956年録音
- 『ジョニー・グリフィン・セクステット』 - Johnny Griffin Sextet (1958年、Riverside)
- 『ウェイ・アウト!』 - Way Out! (1958年、Riverside)
- 『ザ・リトル・ジャイアント』 - The Little Giant (1959年、Riverside)
- The Big Soul-Band (1960年、Riverside) ※ジョニー・グリフィン・オーケストラ名義
- 『バトル・ステーションズ』 - Battle Stations (1960年、Prestige) ※with エディ・ロックジョウ・デイヴィス
- 『スタジオ・ジャズ・パーティー』 - Johnny Griffin's Studio Jazz Party (1960年、Riverside)
- 『タフ・テナーズ』 - Tough Tenors (1960年、Jazzland) ※with エディ・ロックジョウ・デイヴィス
- Griff & Lock (1960年、Jazzland) ※with エディ・ロックジョウ・デイヴィス
- The First Set (1961年、Prestige) ※with エディ・ロックジョウ・デイヴィス
- The Tenor Scene (1961年、Prestige) ※with エディ・ロックジョウ・デイヴィス
- The Late Show (1961年、Prestige) ※with エディ・ロックジョウ・デイヴィス
- The Midnight Show (1961年、Prestige) ※with エディ・ロックジョウ・デイヴィス、ジュニア・マンス
- 『ルッキン・アット・モンク』 - Lookin' at Monk! (1961年、Prestige) ※with エディ・ロックジョウ・デイヴィス
- 『チェンジ・オブ・ペース』 - Change of Pace (1961年、Riverside) ※with エディ・ロックジョウ・デイヴィス
- 『ブルース・アップ&ダウン』 - Blues Up & Down (1961年、Jazzland) ※with エディ・ロックジョウ・デイヴィス
- 『レフト・アローン〜ビリー・ホリデイに捧ぐ』 - White Gardenia (1961年、Riverside)
- 『ザ・ケリー・ダンサーズ』 - The Kerry Dancers (1961年、Riverside)
- Tough Tenor Favorites (1962年、Jazzland) ※with エディ・ロックジョウ・デイヴィス
- 『グラブ・ディス!』 - Grab This! (1962年、Riverside)
- 『ソウル・グルーヴ』 - Soul Groove (1963年、Atlantic) ※with マシュー・ジー
- 『ドゥ・ナッシング・ティル・ユー・ヒア・フロム・ミー』 - Do Nothing 'til You Hear from Me (1963年、Riverside)
- 『ナイト・レディ』 - Night Lady (1964年、Philips)
- 『ザ・マン・アイ・ラヴ』 - The Man I Love (1967年、Polydor)
- 『モンマルトル・セッション』 - You Leave Me Breathless (1967年、Black Lion)
- 『ナイト・イン・チュニジア』 - A Night in Tunisia (1967年、Trio)
- Body and Soul (1967年、Moon)
- 『ジャズ・アンデュレーション』 - Jazz Undulation (1968年、Joker) ※with デクスター・ゴードン
- 『レディ・ヘヴィ・ボトムズ・ワルツ』 - Lady Heavy Bottom's Waltz (1968年、Vogue)
- 『タフ・テナー』 - Tough Tenors Again 'n' Again (1970年、MPS) ※with エディ・ロックジョウ・デイヴィス
- 『ブルース・フォー・ハーヴィー』 - Blues for Harvey (1973年、SteepleChase)
- Johnny Griffin Live at Music Inn (1974年、Horo)
- 『オール・ザ・シングス・ユー・アー』 - All the Things You Are (1975年、Timeless)
- 『ライヴ・イン・トーキョー』 - Johnny Griffin Live in Tokyo (1976年、Philips)
- The Little Giant Revisited (1976年、Philips)
- 『シンシアリー・アワーズ』 - Sincerely Ours (1978年、Four Leaf Clover) ※with ロルフ・エリクソン
- 『リターン・オブ・ザ・グリフィン』 - Return of the Griffin (1978年、Galaxy)
- 『ブッシュ・ダンス』 - Bush Dance (1978年、Galaxy)
- 『ザ・ジャムフェス・アー・カミング!』 - The Jamfs Are Coming! (1978年、Timeless) ※with アート・テイラー
- 『バード&バラッズ』 - Birds and Ballads (1978年、Galaxy) ※オムニバス・アルバム
- NYC Underground (1979年、Galaxy)
- 『トゥ・ザ・レイディーズ』 - To the Ladies (1979年、Galaxy)
- Live / Autumn Leaves (1980年、Verve)
- Meeting (1981年、Jeton)
- 『アイ・ミーン・ユー』 - Call It Whachawana (1983年、Galaxy)
- Three Generations of Tenor Saxophone (1985年) ※with サル・ニスティコ、ロマン・シュヴァラー
- Take My Hand (1988年、Who's Who in Jazz)
- 『コンティノン・ブルー』 - Continent Bleu (1989年、Orange Blue) ※with クレモンティーヌ
- 『キャット』 - The Cat (1990年、Antilles)
- Dance of Passion (1992年、Antilles)
- 『シカゴ、ニューヨーク、パリ』 - Chicago, New York, Paris (1995年、Verve/Polygram)
- 『タフ・テナーズ・バック・アゲイン!』 - Tough Tenors Back Again! (1997年、Storyville) ※with エディ・ロックジョウ・デイヴィス。1984年録音
- 『イン&アウト』 - In and Out (1999年、Dreyfus) ※with マーシャル・ソラール
- Johnny Griffin and Steve Grossman Quintet (2000年)
- Close Your Eyes (2000年、Minor Music) ※with ホレス・パーラン
- 『アンド・ザ・グレート・デインズ』 - Johnny Griffin and the Great Danes (2002年)